# 朴素集合论
在纯数学中，朴素集合论是探討数学基础時，用到的幾個集合論中的一個，朴素集合论主要是將用一般語言的形式處理集合問題，依赖於把集合作为叫做这个集合的“元素”或 “成员”的搜集（collection），未有形式化的理解。和用公理定義而產生的公理化集合论不同。
而公理化集合论只使用明确定义的公理列表，還有從中证明的关于集合和成员关系的種種事实，公理起源自对对象的搜集和它们的成员的理解，但为了各种目的而被謹慎地构建，例如是避免已知的各種悖论，例如理发师悖论－一個理髮師他只為（而且一定要為）城裡所有不為自己刮鬍子的人刮鬍子，那理髮師該為自己刮鬍子嗎？
集合在数学中是极其重要的；事實上，採用现代的形式化定義，多種数学对象（数、关系、函数等等）都可以用集合来構建。

## 集合、成員及相等
在朴素集合论中，集合是指由許多物件組成，有明確定義的搜集（collection）。這些物件稱為集合的元素或是成員。物件可以是數字、人、其他組合等。例如，4是所有偶數形成集合中的元素。而集合的成員可以是無限多個，像是偶數形成的集合就有無限多個元素。

### 成員
若x是集合A的成員，也可以說x屬於A，可以用x ∈ A表示，∈符號衍生自希臘字母小寫的ε，是朱塞佩·皮亞諾在1889年引入，應該是因為是ἐστί（意思是"是"）的第一個字母。也常在x ∉ A的式子中用到符號 ∉，意思是x不屬於A。

### 相等
兩個集合A和B若其元素完全相同，則定義為二集合相等。也就是說，集合A的每一個元素都在集合B裡，而集合B的每一個元素都在集合A裡（參考外延公理）。因此一個集合可完全由其元素來確認，描述方式不是重點。例如一個有元素2, 3和5的集合和由小於6的質數組成的集合相等。
若集合A和B相等，可以表示為A = B。

### 空集合
空集合常會以Ø表示，有時會表示為{\displaystyle \{\}}，是一個沒有任何元素的集合，因為集合可完全由其元素來確認，因此只有一個空集合（參考空集公理）。雖然空集合沒有任何元素，但空集合本身可以是其他集合的元素。因此Ø ≠ {Ø}，因為前者沒有元素，後者有一個元素。

## 特點
朴素集合论中的「朴素」是指一個非形式化的理論，也就是用自然語言來描述集合以及集合的運算。語言中用到的and、or、if ... then、not、for some、for every都和一般數學中使用的相同。為了方便起見，朴素集合论中用到的用語也會在更高階的數學中出現，甚至是出現在公理化集合论中。
朴素集合论是最早發展的集合論，是在19世紀末由格奥尔格·康托尔在其无限集合的研究中提出的，後來由戈特洛布·弗雷格在《概念文字》一書中繼續發展。
朴素集合论也可以指許多不同的主題，可以是：
- 公理化集合論的非正式表示，例如保羅·哈爾莫斯的《Naive Set Theory（英语：Naive Set Theory (book)）》。
- 格奥尔格·康托尔理的其他版本，或是其他非公理化的理論。
- 具有決定性不一致的理論（不論是否公理化），例如戈特洛布·弗雷格提出[3]，會造成羅素悖論的理論，或是朱塞佩·皮亞諾[4]或理查德·戴德金的理論。

### 悖論
朴素集合论中假設任何一個性質都可以用來建構集合，不受任何限制，此一假設就造成了悖論，一個常見的悖論是羅素悖論：
沒有一個集合是由「所有不包括自身的集合」所組成的。
若存在此一集合，集合是由「所有不包括自身的集合」所組成的，則
- 若此集合不是集合本身的成員，此集合符合「不包括自身的集合」的定義，應該要是此集合的成員之一，矛盾。
- 若此集合是集合本身的成員，此集合不符合「不包括自身的集合」的定義，不應該在此集合中，矛盾。

因此朴素集合论的一致性系統需要在可形成集合的條件上作一些限制，以避免出現上述悖論。

## 腳註
1. ↑  Concerning the origin of the term naive set theory, Jeff Miller says, "Naïve set theory (contrasting with axiomatic set theory) was used occasionally in the 1940s and became an established term in the 1950s. It appears in Hermann Weyl's review of P. A. Schilpp (ed) The Philosophy of Bertrand Russell in the American Mathematical Monthly, 53., No. 4. (1946), p. 210 and Laszlo Kalmar's review of The Paradox of Kleene and Rosser in Journal of Symbolic Logic, 11, No. 4. (1946), p. 136. (JSTOR)."  （页面存档备份，存于） The term was later popularized by Paul Halmos' book, Naive Set Theory (1960).
2. ↑  Cantor 1874
3. ↑  Frege 1893 In Volume 2, Jena 1903. pp. 253-261 Frege discusses the antionomy in the afterword.
4. ↑  Peano 1889 Axiom 52. chap. IV produces antinomies.